# Lyell Highway
Der Lyell Highway ist eine Straße im Süden des australischen Bundesstaates Tasmanien, die von Hobart über Queenstown nach Strahan führt.

## Name
Ihr Name ist vom Mount Lyell, einem Berg in der West Coast Range bei Queenstown, abgeleitet. Dort fand man Ende des 19. Jahrhunderts Kupfererz, dessen Abbau zur Gründung der Stadt Queenstown führte.

## Verlauf

### Von Hobart ins zentrale Hochland
Die Fernstraße beginnt in Granton, einem nördlichen Vorort von Hobart am Südufer des Derwent River. Sie führt flussaufwärts nach Westen bis New Norfolk, wo sie den Fluss überquert. Dort sind die Glenora Road (B62) am Südufer und die Boyer Road (B10) am Nordufer angeschlossen. Von dort führt der Lyell Highway nach Nordwesten durch das Hügelland nach Rosegarland, wo die Gordon River Road nach Westen abzweigt, und weiter bis nach Hamilton. Wenige Kilometer vor der Stadt zweigt Richtung Norden die Hollow Tree Road (B110) nach Bothwell ab, die dann auf den Lake Highway (A5) und weiter bis nach Launceston führt.

### Durch das zentrale Hochland
Immer noch am Nordufer des Derwent River entlang führt die Straße weiter nach Nordwesten, überquert den Clyde River, den Ouse River bei der Siedlung Ouse sowie den Dee River und führt in das frühere Zentrum des Staudammbaus, Wayatinah.
Als die Fernstraße gebaut wurde, folgte sie früheren Pisten und Straßen im Victoria Valley unmittelbar nördlich von Ouse, verließ die Täler des Derwent River und Ouse River und kletterte ins Hügelland durch die Städte Osterley, Victoria Valley und Dee, bevor sie auf die Trasse des heutigen Highways bei Brontë zurückführte. Diese Route führte entlang der Dee Lagoon und nahe an verschiedenen anderen Seen, namentlich dem Lake Echo, vorbei. Die heutige Straße dort ist schmal und nicht asphaltiert. Als die Staudammprojekte ausgeweitet wurden und Mitte der 1940er-Jahre die Siedlung Tarraleah erreichten, wurde die Fernstraße neu trassiert und führt heute entlang des Derwent River bis Tarraleah, damit die Dammbaustellen mit großen Lastwagen besser erreicht werden konnten. Bei Tarraleah verlässt die Straße die Schlucht des Derwent River in einer steilen Rampe nach Norden, um bei Brontë wieder auf die alte Strecke zu treffen.
Bei Brontë biegt der Highway wieder nach Nordwesten ab und der Marlborough Highway (B11) zweigt nach Norden in Richtung Great Lake ab, wo er auf den Lake Highway trifft. Diese Straße ist sehr ausgesetzt und darf bei winterlichen Straßenverhältnissen nicht befahren werden.
Ein üblicher Abstecher ist die 14-Mile Road (C601), eine unbefestigte Straße, die die Nive Plains gleich hinter Tarraleah durchquert. Sie führt zuerst durch die steile Tarraleah Gorge und trifft einige Kilometer hinter Brontë wieder auf den Highway. Empfehlenswert ist diese Abkürzung nicht, denn die Straße ist schmal, unbefestigt und wird oft von Langholztransportern benutzt.
Bei winterlichen Straßenverhältnissen besteht auf der gesamten Strecke durch das zentrale Hochland Glatteisgefahr, insbesondere im dicht bewaldeten Abschnitt westlich von Ouse, aber man muss auf der gesamten Strecke bis an die Westküste mit eisigen Straßen rechnen. Schneebedeckt ist die Fernstraße fast jeden Winter üblicherweise in der Gegend um Derwent Bridge, was zur gelegentlichen Sperrung der Verbindung für einige Tage führen kann. Dies trifft sowohl für die neue Trasse über Tarraleah als auch für die alte Trasse über Osterley – Lake Echo – Dee zu. Die Gefahr von starken Schneefällen ist auch der Grund für die hohen Leitpfosten entlang bestimmter Abschnitte dieser Straße.
An der Einfahrt nach Derwent Bridge führt die Straße genau zwischen dem Lake St. Clair im Norden und dem Lake King William im Süden hindurch.

### Zur Westküste
Dies sind die Straßenabschnitte westlich von Derwent Bridge und des Mount King William. Der Highway führt durch den Franklin-Gordon-Wild-Rivers-Nationalpark, durch die West Coast Range und erreicht Queenstown.
Gleich westlich von Derwent Bridge steigt die Straße in vielen engen Kurven an den Osthängen des Mount Arrowsmith an. Dieser Abschnitt gilt sehr unfallträchtig.
Erst in den 1930er-Jahren reichte die Fernstraße bis Queenstown und war dann auch noch nicht asphaltiert. Auf Postkarten aus den 1940er- und 1950er-Jahren heißt sie West Coast Road. Besondere Vorsicht ist auf dem letzten steilen Abstieg nach Queenstown geboten, da die Straße dort nicht nur möglicherweise eis- und schneebedeckt ist, sondern auch schmal und sehr kurvig.
Bedingt durch seine Höhenlage ist dieser Abschnitt des Highways über das Plateau zwischen Derwent Bridge und Mount King William im Winter oft wegen Eis und Schnee geschlossen.
Bei der Regulierung des King River und der Entstehung des Lake Burbury wurde die Straße zur engsten Stelle des Stausees neu trassiert, wo man eine Brücke bei Bradshaw bauen konnte.
Westlich von Queenstown führt der Lyell Highway an den Westhängen des Mount Lyell noch drei Kilometer nach Nordwesten, wo der Zeehan Highway (weiterhin A10) anschließt. Von dort leitet er in vielen Kurven im Tal des King River nach Westen hinunter zur Westküste und erreicht schließlich Strahan am Macquarie Harbour, wo die Henty Road (B27) nach Norden anschließt. In diesem letzten, 41 km langen Abschnitt trägt der Lyell Highway die Nummer B24.